# Captain Morgan's Revenge
Captain Morgan's Revenge es el álbum debut de la banda escocesa de Metal pirata/Folk metal Alestorm. Salió en 2008 por Napalm Records. Se utilizó un batería de sesión para el álbum, ya que Ian Wilson no pudo viajar a Alemania para las grabaciones, aunque hizo contribuciones menores grabando algunas percusiones adicionales. El tema Heavy Metal Pirates fue grabado en estas mismas sesiones pero no fue incluido en el disco, publicándose posteriormente como descarga digital y en el EP Leviathan.

## Lista de temas[2]
1. "Over the Seas" - 3:56 (Bowes)
2. "Captain Morgan's Revenge" - 6:43 (Bowes)
3. "The Huntmaster" - 4:59 (Bowes)
4. "Nancy the Tavern Wench" - 4:53 (Bowes)
5. "Death Before the Mast" - 3:18 (Bowes/Harper/McQuade)
6. "Terror on the High Seas" - 3:52 (Bowes/Harper)
7. "Set Sail and Conquer" - 4:38 (Bowes/Harper)
8. "Of Treasure" - 2:58 (Bowes/McQuade)
9. "Wenches and Mead" - 3:42 (Bowes)
10. "Flower of Scotland" - 2:38 (Williamson)
11. ''Leviathan'' - 5:56 (Bonus Track)
12. ''Wolves of the Sea'' - 3:34 (Bonus Track)
13. ''Weiber und Wein'' - 3:42 (Bonus Track)
14. ''Metal Pirates'' - 4:25 (Bonus Track)

## Formación
- Christopher Bowes - Voz principal, coros, teclados, tin whistle
- Gavin Harper - Guitarras principal, rítmica y acústica, arpa de boca, baterías adicionales, pandereta, coros
- Dani Evans - Bajo
- Micha Wagner - Batería de sesión, coros

### Músicos adicionales
- Brendan Casey - Bajos adicionales, coros
- Lasse Lammert - vibraslap, pandereta
- Ian Wilson - Percusión
- Chris Mummelthey - Coros